# 아나 카타리나 마테르나
아나 카타리나 마테르나(덴마크어: Anna Catharina Materna, 본명: 아나 카타리나 폰 더 뤼헤(Anna Catharina von der Lühe), 1731년 ~ 1757년 9월 3일)은 덴마크의 연극 배우, 극작가이다.
덴마크의 귀족인 프리드리히 폰 더 뤼에(Friedrich von der Lühe)의 딸로 태어났다. 1748년부터 1753년까지 덴마크 왕립극장 소속 배우로 활동하면서 마테르나(Materna)라는 가명을 사용했다.